# 通城県
通城県（つうじょう-けん）は中華人民共和国湖北省咸寧市に位置する県。

## 行政区画
- 鎮:雋水鎮、麦市鎮、塘湖鎮、関刀鎮、沙堆鎮、五里鎮、石南鎮、北港鎮、馬港鎮
- 郷:四荘郷、大坪郷